# Crustulina
Crustulina là một chi nhện trong họ Theridiidae.